# 血色素尿症
血色素尿症（けつしきそにょうしょう、hemoglobinuria）とは尿中に血色素（ヘモグロビン）が出現する状態。ヘモグロビン尿症とも呼ばれる。短時間に大量の赤血球が破壊されると、肝臓や脾臓の処理能力を超えるため、ヘモグロビンが血漿中に溶出し、腎臓から排出するために生じる。通常は貧血や黄疸を伴う。